# 軍艦すでに煙なし
『軍艦すでに煙なし』（ぐんかんすでにけむりなし）は、新映画社が1950年に製作し、東京映画配給が配給した日本映画。
旧呉軍港空襲による破壊で、転覆または着底していた旧海軍艦船の解体（1948年9月末に水没部分を残して終了）に関わる男たちを描いた深安地平の『軍艦解体』（「週刊朝日」1950年1月1・8日合併号、第2回入選記録文学作品）を原作とした関川秀雄監督作品。映画製作当時は、スクラップが高値となる中で、旧海軍艦艇の残存部（水没部分）の引揚・解体に注目が集まり、複数の企業がこの作業に取り組んでいた。

## 概要
- 原作者の深安地平は、東大法学部卒業、満州中央銀行に勤務、陸軍の主計少尉として北京等に赴任、終戦当時は大阪の中部軍にいた。戦後、旧海軍の兵器処理にも関わっていた[4]呉市の増岡組に勤務。発表当時は同社の東京事務所に配属されていた[5]。深安は、1946年から始まった呉湾近辺の旧海軍艦船の解体工事をつぶさに見届けることになった。文学歴としては、すでに1948年度の第36回「サンデー毎日」大衆文芸入選作選考で佳作となり[6]、一定の実績もあり、1951年には『週刊朝日』「百万人の小説」に「青春の旅」が入選（二等は後年の五味川純平と南条範夫の二人、三等第一席に松本清張の「西郷札」）したが、その後、文壇での目立った活躍はなかった。
- 1950年9月26日、呉市でクランクイン[7]。呉市警固屋五丁目の回漕店の一部を改造して、居酒屋のセットが作られ、海岸沿いの埋め立て地にはマーケットのオープンセットが建てられた[8]。
- 松竹のレッドパージで出演者のひとり、神田隆も対象になったが、撮影は続行され、神田の出演部分も削除されなかった。
- 関川秀雄監督にとって初めての広島県内ロケ作品。この後、関川は、1953年の「ひろしま」、1955年の東映児童劇映画第一作「ふろたき大将」で、いずれも、似島、広島市内でロケを敢行している。
- 八木保太郎が構成を担当し、舟橋和郎が脚本を担当、関川がメガホンをとるというスタッフの体制等から、ヒット作「日本戦歿学生の手記 きけ、わだつみの声」と同じように人気を集めることが期待されたが、興行的にはふるわなかった。

## あらすじ
旧日本海軍の軍港では、かつての日本海軍の重要な戦力であった艦船が米軍の空襲を受け、哀れな姿を晒していた。海軍工廠時代から働いてきた工員たちに混じって、外地にいた復員兵や海軍航空隊の元特攻隊員・須波真三や元下士官、鳴木賛平も解体作業に取り組んでいた。やがて海軍の艦船史にその名を刻む戦艦の引揚げが成功する頃、彼ら自身の「戦争処理」もようやく進んでいくのだった。

## キャスト
- 鳴木賛平：山村聡
- 須波真三：伊豆肇
- 住江：杉葉子
- オヤジ：深見泰三
- 栄太郎：高杉早苗
- 松田虎治：河津清三郎
- 荒井敏：菅井一郎
- チビ：花沢徳衛
- ノッポ：沼崎勲
- 刈田：柳谷寛
- 伊東主任：大町文夫
- 小島組長：神田隆
- 所長：清水元
- 野村先生：藤原釜足
- 夜の女（鳴木の妻）：岸旗江